# Venareal 1995
Venareal 1995 è la prima raccolta del gruppo musicale italiano Linea 77, pubblicato il 29 gennaio 2007 dalla Earache Records.

## Descrizione
Contiene due brani inediti registrati in lingua inglese nel mese di settembre 2006, Razor e The Fall, e dieci demo in lingua italiana registrati nel febbraio 1995 ma mai pubblicati in precedenza. Il titolo della raccolta trae ispirazione alla città dove il gruppo si è formato: Venaria Reale.

## Tracce
1. Razor – 4:32
2. The Fall – 3:23
3. Contatto – 2:42
4. Flussi informativi – 5:02
5. Sottopressione – 3:23
6. Schegge – 3:07
7. Gocce – 3:35
8. Svastika – 3:52
9. Il pasto regale – 3:39
10. Fuga – 4:40
11. Non ricordi niente – 4:25
12. Kaos – 6:38

## Formazione
Gruppo
- Emi – voce
- Nitto – voce
- Chinaski – chitarra
- Dade – basso
- Tozzo – batteria

Produzione
- Linea 77 – produzione
- Marco "Cipo" Calliari – registrazione e missaggio (tracce 1-2)
- Gigi Guerrieri – registrazione e missaggio (tracce 3-12)